# ماجراهای زاتوایچی
ماجراهای زاتوایچی (انگلیسی: Adventures of Zatoichi) فیلمی در ژانر ماجراجویی است که در سال ۱۹۶۴ منتشر شد. از بازیگران آن می‌توان به شینتارو کاتسو، آکیتاکه کونو و میکیجیرو هیرا اشاره کرد.

## خلاصه فیلم
شمشیرزن نابینا «زاتوایچی» با زنی جوان که به دنبال پدرش، بزرگ یک روستا که ناپدید شده، می‌گردد برخورد می‌کند. در خلال تلاش برای کمک به وی، او با زنی دیگر که تلاش می‌کند به برادرش کمک کند آشنا می‌شود و…